# (120375) Kugel
(120375) Kugel, designación provisional 2005 PB 6, es un asteroide de la zona interior del cinturón de asteroides, de aproximadamente 1 kilómetro de diámetro. Fue descubierto el 10 de agosto de 2005 por la astrónoma aficionada francesa Claudine Rinner en su Observatorio Ottmarsheim  en Francia. El presunto asteroide tipo S en la región de la familia de Flora tiene un período de rotación probable de 6,9 horas. Lleva el nombre del astrónomo francés François Kugel.

## Órbita y clasificación
Kugel es un asteroide de la zona interior del cinturón principal cuando se aplica el método de agrupamiento jerárquico a sus elementos orbitales. Basado en elementos orbitales keplerianos osculantes, el asteroide también ha sido considerado miembro de la Familia de Flora , una familia de asteroides gigantes y la familia más grande de asteroides rocosos en el cinturón principal.
Órbita al Sol en el cinturón de asteroides interior a una distancia de 1,8 a 2,8 AU una vez cada 3 años y 6 meses (1289 días; semieje mayor de 2,32 AU). Su órbita tiene una excentricidad de 0,22 y una inclinación de 3° con respecto a la eclíptica. El arco de observación del cuerpo comienza con su primera observación como 1998 SM 108 en el Laboratorio Lincoln ETS en septiembre de 1998, casi 7 años antes de su observación oficial de descubrimiento en Ottmarsheim.

## Características
Kugel es un asteroide rocoso de tipo S, basado en su proximidad a los asteroides Flora.

### Período de rotación
En agosto de 2012, los astrónomos de Palomar Transient Factory en California obtuvieron una curva de luz rotacional de Kugel a partir de observaciones fotométricas en la banda R. El análisis de la curva de luz dio un período de rotación probable de 6,923 horas con una amplitud de brillo de 0,09 de magnitud (U=1).  Hasta 2021 no se ha obtenido ningún período seguro.

### Diámetro y albedo
Kugel no ha sido observado por ninguno de los estudios espaciales, como la misión NEOWISE del Wide-field Infrared Survey Explorer de la NASA, el satélite Akari o IRAS. El Collaborative Asteroid Lightcurve Link asume un albedo de 0.24 —derivado de 8 Flora, el cuerpo padre de la familia Flora— y calcula un diámetro de 1.05 kilómetros basado en una magnitud absoluta de 17.07.